# Fairwood (Washington, King megye)
Fairwood az Amerikai Egyesült Államok északnyugati részén, Washington állam King megyéjében elhelyezkedő statisztikai település. A 2010. évi népszámlálási adatok alapján 19 102 lakosa van.